# Terminalia fatraea
Terminalia fatraea är en tvåhjärtbladig växtart som först beskrevs av Jean Louis Marie Poiret, och fick sitt nu gällande namn av Dc.. Terminalia fatraea ingår i släktet Terminalia och familjen Combretaceae. Inga underarter finns listade i Catalogue of Life.